# Lagarde (Mosella)
Lagarde è un comune francese di 197 abitanti situato nel dipartimento della Mosella nella regione del Grand Est.

## Società

### Evoluzione demografica
Abitanti censiti